# Émile Claus
Émile Claus (Sint-Eloois-Vijve, 1849. szeptember 27. – Astene, 1924. június 14.) belga festőművész. Stílusa a naturalizmus, impresszionizmus, és tipikusan a luminizmus.

## Élete
Émile Claus a belga nyugat-flandriában, a Lys folyó menti Sint-Eloois-Vijve városában született. Tizenhárman voltak testvérek. Atyja, Alexander fűszerárus, és rövid ideig városatya. Anyja, Celestine Verbauwhede brabanti hajóskapitány lánya, és a leszármazottak sokasága adta a mindennapi gondokat számára.
Már gyermekként annyira szeretett rajzolni a kis Emile, hogy vasárnaponként három kilométert gyalogolt a szomszéd kisvárosba, hogy rajzleckéket vegyen. A Waregemi Akadémiát aranyérmesen végezte el. Bár atyja engedélyezte a rajzleckéket, nem örült fia művészambícióinak. E helyett Lille-be küldte őt pékinasnak. Itt megtanult franciául, azonban a pékmunka nem neki való volt. Rövid ideig dolgozott még a belga vasútnál, és volt ügynök a leniparban.

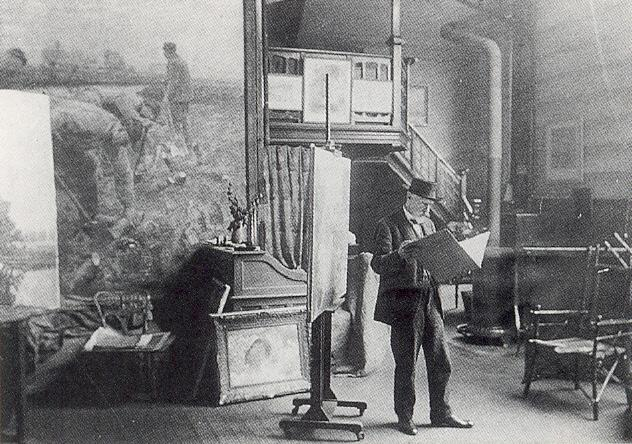
Émile Claus műtermében

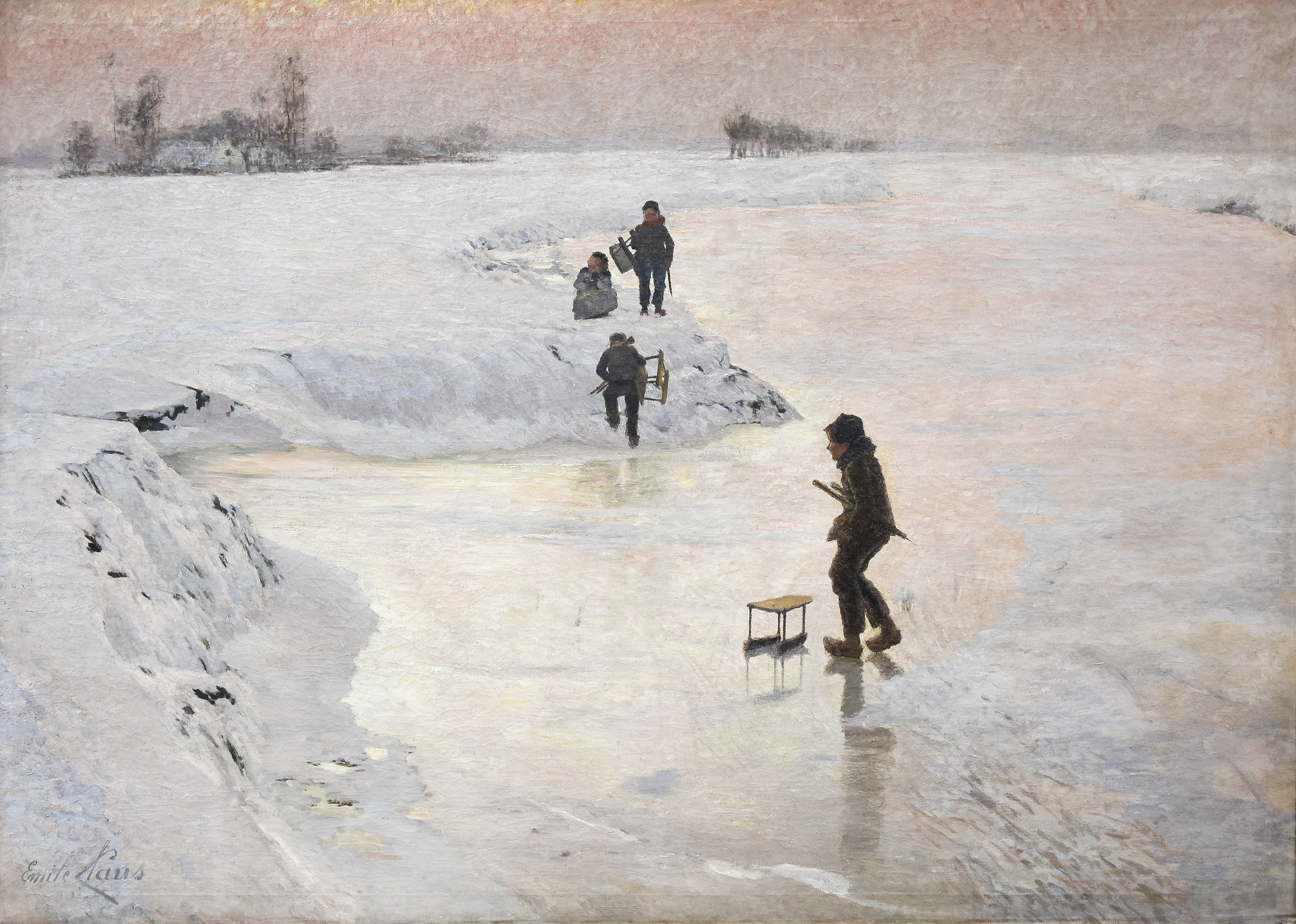
Jégmadár, 1891

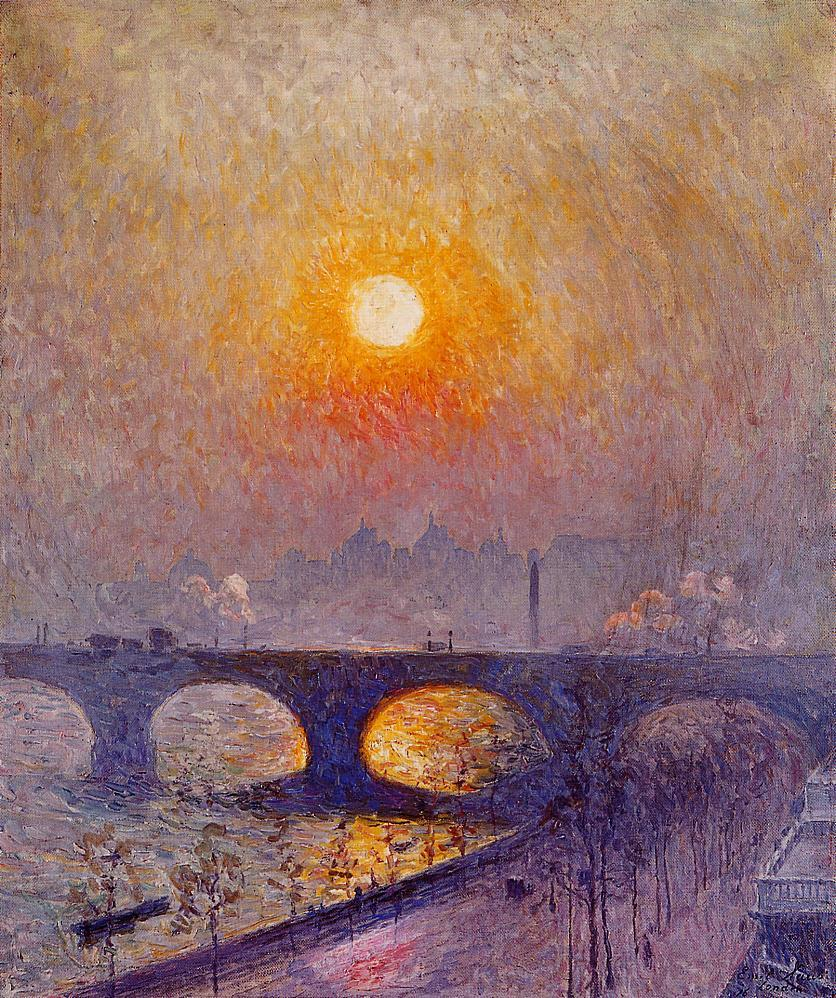
Naplemente a Waterloo híd felett, 1916

A festői indíttatás nem szűnt, így levélben fordult Peter Benoit-hoz, a híres zeneszerzőhöz, aki a közeli Harelbeke-ben lakott, és a család baráti köréhez tartozott.
Némi rábeszéléssel Peter Benoit meggyőzte Claus atyját fia továbbtanulását illetően. Claus beiratkozhatott az Antwerpeni Szépművészeti Akadémiára. Clausnak azonban magának kellett finanszíroznia tanulmányait. Ezek végeztével Antwerpenben maradt.
Claus 1883-ban a Deinze (kelet-Flandria, Belgium) közeli Astene-be, a Zonneschijn - Napfény- lakban költözött és itt élt haláláig. Nappalijából élvezhette a gyönyörű kilátást a Lys folyóra. A vidéki lak belső tere és annak megvilágítása inspirálólag hatott rá.
"Kakasviadal Flandriában" képét 1882-ben fejezte be. A megörökített kakasviadalt körülálló nézők Waregem méltóságai. Egyikük Eduard Dufaux, akinek unokatestvérével, majdani hitvesével, Charlotte Dufauxval otthonában ismerkedett meg.  1886-ban kötöttek házasságot.
A művészi pálya hamar jövedelmezővé vált számára. Hírneve megnyitotta az ajtókat olyan családok baráti körébe mint a francia szobrász, Auguste Rodin, a naturalista író, Émile Zola, a belga novellista, költő Cyrel Buysse, Émile Verhaeren, Pol de Mont és Maurice Maeterlinck. Beutazta a világot kiállításainak megnyitóira.
A művész életének másik fontos barátsága Jenny Montigny festőnő, aki Asteneben hallgatta mesterstúdiumait, és éveken át Ghent és Astene között ingázott miatta. A mester 26 évvel volt idősebb a fiatal hölgynél. Ez a kapcsolat a művész haláláig tartott.
Az első világháború félbeszakította Claus nemzetközi sikereit. Londonba repült és a Temze partján talált házat és műhelyt magának. Innen 1918-ban tért vissza.
Asteneben hunyt el 1924. június 14-én. Utolsó szavai "Bloemen, bloemen, bloemen ..." (virágok, virágok, virágok) voltak. Egy nappal halála előtt egy csokor virágot festett meg pasztellel és Erzsébet belga királynőnek küldte. A művész saját ardeni kertjében van eltemetve. Brüsszelben utcát neveztek el róla.

## Karrierje
Az antwerpeni Szépművészeti Akadémián tanult többek között J. Jacobs-szal. Ezekben az években hívta fel magára a figyelmet a helyi felső-középosztály köreiben. Kakasviadal Flandriában c. képe hozta meg számára az első elismerést már az első, antwerpeni kiállításán. Ez a képe aranyérmet hozott számára a Párizsi Szalonon is.
Művészileg és pénzügyileg hamar prosperálni kezdett. A Piknik c. képét (1887) az antwerpeni Szépművészeti Múzeum vette meg. Ez a kép egy gazdálkodó családot örökít meg, akik a Lys folyó túlpartjáról szemlélik a városi burzsoák vasárnapi kiruccanását. A képet a belga királyi család vette meg.
Claude Monet hatására fejlesztette ki stílusát, a luminizmust. Művészcsoportot hozott létre Vie et Lumiére (Élet és Fény) néven 1904-ben.
Az első világháború befejeződésével 1918-ban visszaköltözött Londonból, és az expresszionizmus hanyatlásával nevének elhalványulását is megtapasztalta. Utolsó kiállítását 1921-ben tartotta, Brüsszelben. Itt különösen londoni munkái a város és a Temze megörökítése hatottak pozitívan a nagyközönségre.

## Művészete

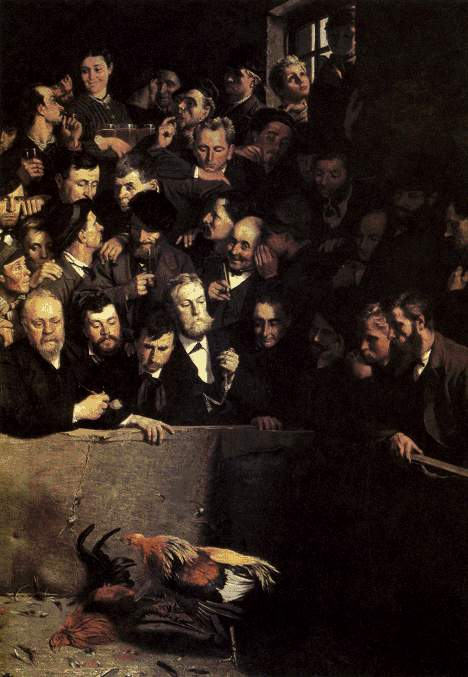
Kakasviadal Flandriában, 1882

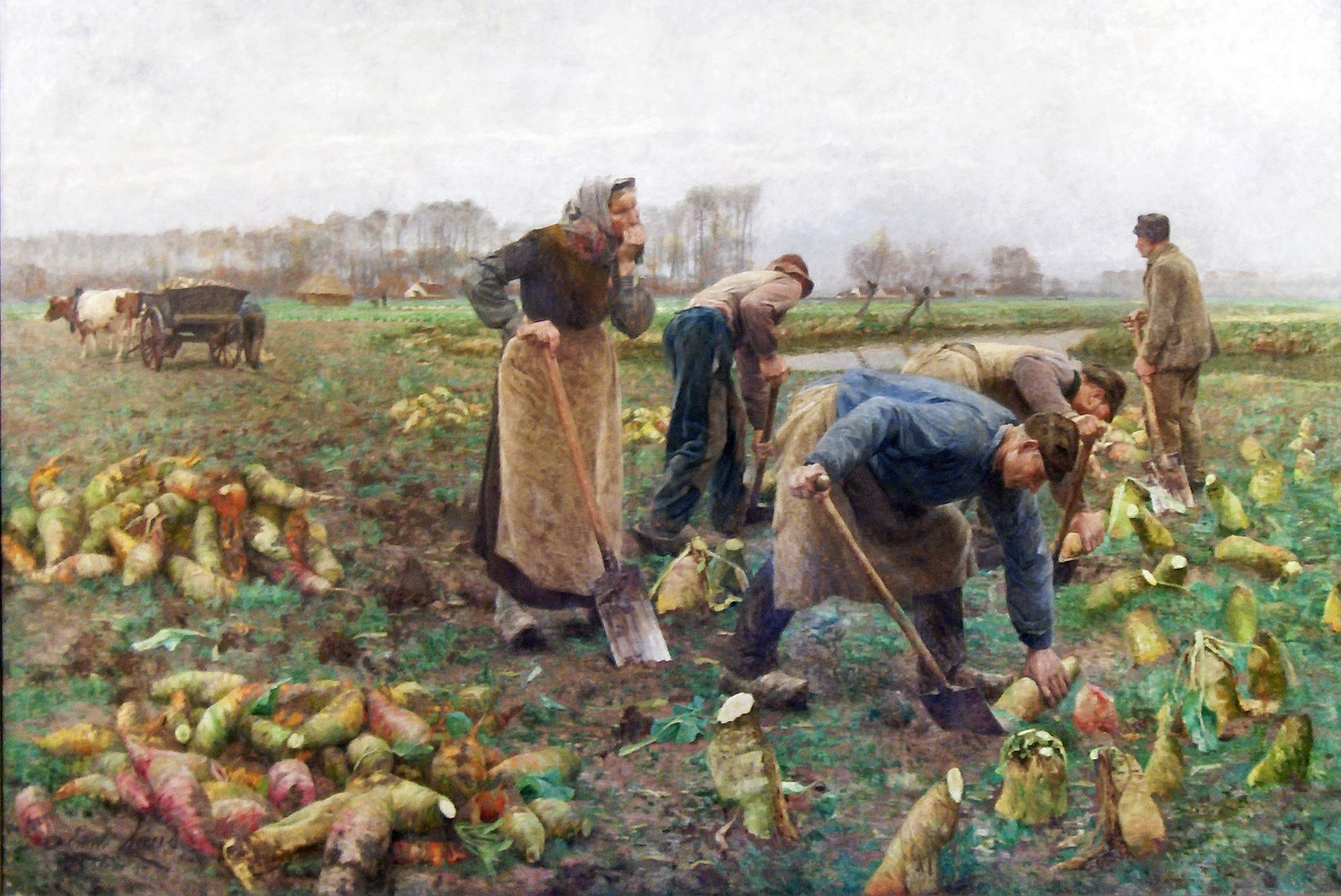
Aratás v. Répaszedők, 1890, 320 x 480 cm; Museum van Deinze en de Leiestreek, Belgium

Antwerpeni időszakában Claus általában portrékat és realista, anekdotikus zsánerképeket festett.
Egyik legismertebb korai műve, a "Kakasviadal Flandriában" (1882). A realisztikus festmény Waregem az idő szerinti hírességeit örökíti meg, akik egy kis helyen összezsúfolódva próbálják követni a kakasviadal eseményeit.
A kép ma a Devious család tulajdona, és a waregemi Potegem korábbi főurainak uradalmi házában függ.
Barátja, Camille Lemonnier író ösztönzésére, a francia impresszionistáktól áthatottan, Claus művészete fokozatosan  luminizmusba tűnt át. Ez a stíluság az impresszionizmuson belül fényes, erős színpalettájáról jellegzetes. Claude Monet művei adták az inspirációt, párizsi útjai során, az 1890-es években.
Az "Aratás" c. képen gazdálkodókat láthatunk, ahogy cukorrépát takarítanak be, amint görnyedve csavarják ki a répát a fagyott földből. A festmény gigantikus méretű. Ma Deinze-ben, a Deinze en de Leiestreek Múzeumban látható.
"Jégmadarak" c. képe (1891) jeges tájat ábrázol játszadozó gyermekekkel. A festményt Léonce Ducatillon egy novellája ihlette. A naturalisztikus történet Keukelmeersenben (keukel mezők) játszódik. Ingoványos, mocsaras területen, tele csatornákkal és vízelvezető árkokkal, Waregem közelében. A területet minden télen elárasztja a víz és a hely jeges síkká változik. A történet végén a szegény, éhes fiúk elesnek a jégen amint egy fagyott halat próbálnak kihúzni maguknak. A festmény ma a genti Szépművészeti Múzeum állandó kiállításán látható.
Claust a belga luminizmus úttörőjeként tartják számon. Társaságot alapított "Vie et Lumiére"  néven. A nap festőjeként vagy a Lys festőjeként emlegették. Stílusának nagyméretű reprezentációja a "Tehenek kelnek át a Lys folyón" c. festmény. Az I. világháború alatt Londonban készült képsorozata "reflexiók a Temzéről" címmel a legtipikusabb impresszionista munkái.
A "Cukorrépa betakarítás" és a "Jégmadarak" 2007-ben bekerültek a flamand közösség kulturális örökségébe.

## Képei
További ismert képei:
- Az öreg kertész,
- Iskolába menet,
- Beszedik a hálókat,
- Elsőáldozás,
- Szénakazlak,
- Nyár,
- Találka a hídon,
- Parti barlangok,
- Piknik virágzáskor,
- Délután a folyó mentén,
- Flandriai gyümölcsös,
- Waterloo híd a napsütésben

## Múzeumok és kiállítótermek
Festményeit  az alábbi múzeumokban és kiállítótermekben láthatjuk
- A Groeninge Múzeum, Brugge
- A Belga Szépművészeti Akadémia, Brüsszel
- Museum van Deinze en de Leiestreek, Deinze
- A Camille Lemonnier Múzeum, Ixelles
- Szépművészeti Múzeum, Gent
- MAMAC, Liège
- Szépművészeti Múzeum, Mons
- Mu.ZEE, Oostende
- Szépművészeti Múzeum, Tournai
- A Városi Tanács Múzeuma, Hága, Hollandia
- Chartreuse Múzeum, Douai, Franciaország
- Szépművészeti Palota, Lille
- Musée d’Orsay, Párizs
- Keleti és Nyugati Művészetek Múzeuma, Ogyessza, Ukrajna
- Szépművészeti Múzeum, San Francisco, USA

Képtárak Adelaide-ben, Barcelonában, Berlinben, Firenzében, Göteborgban, Osakában, Reimsben, Rómában, São Paulóban, Velencében és Varsóban.

## További képei

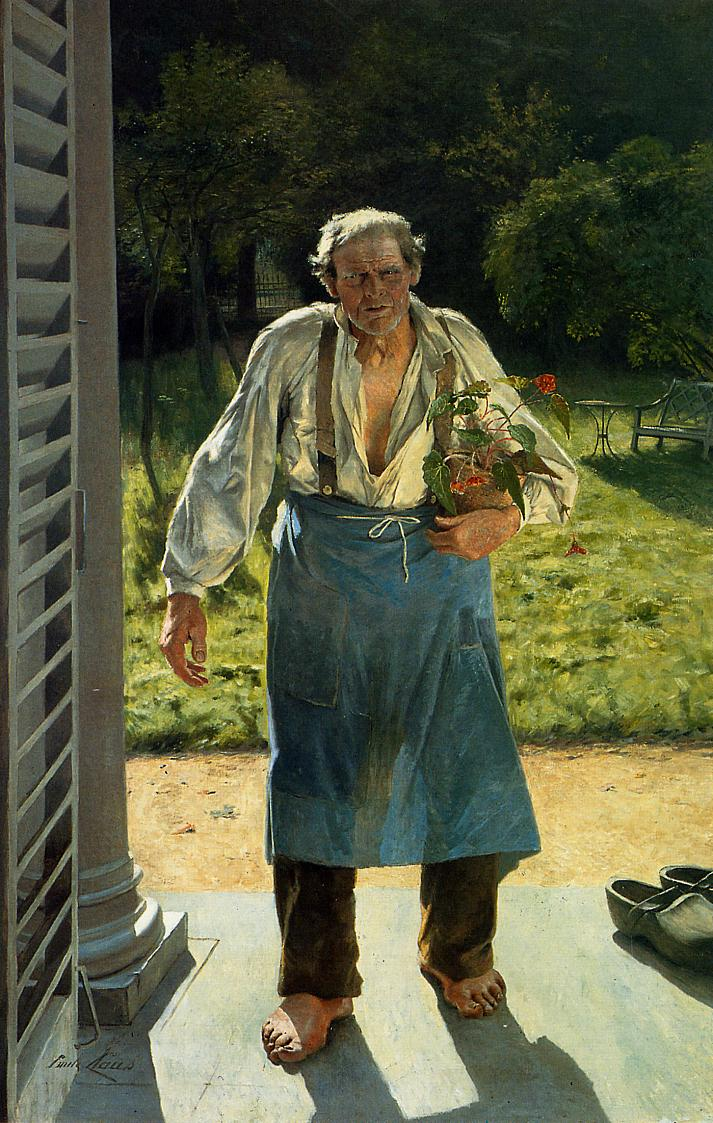
Az öreg kertész, 1885
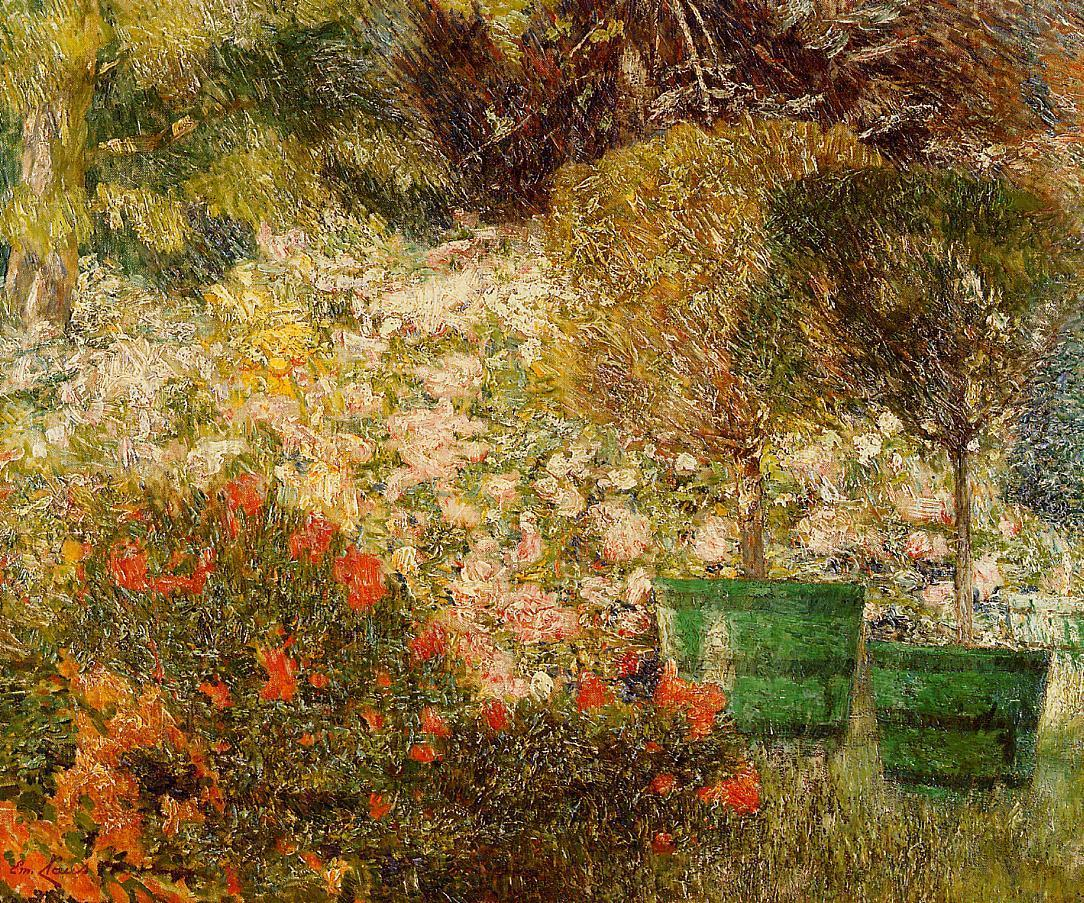
Egy sarok a kertemben, 1901
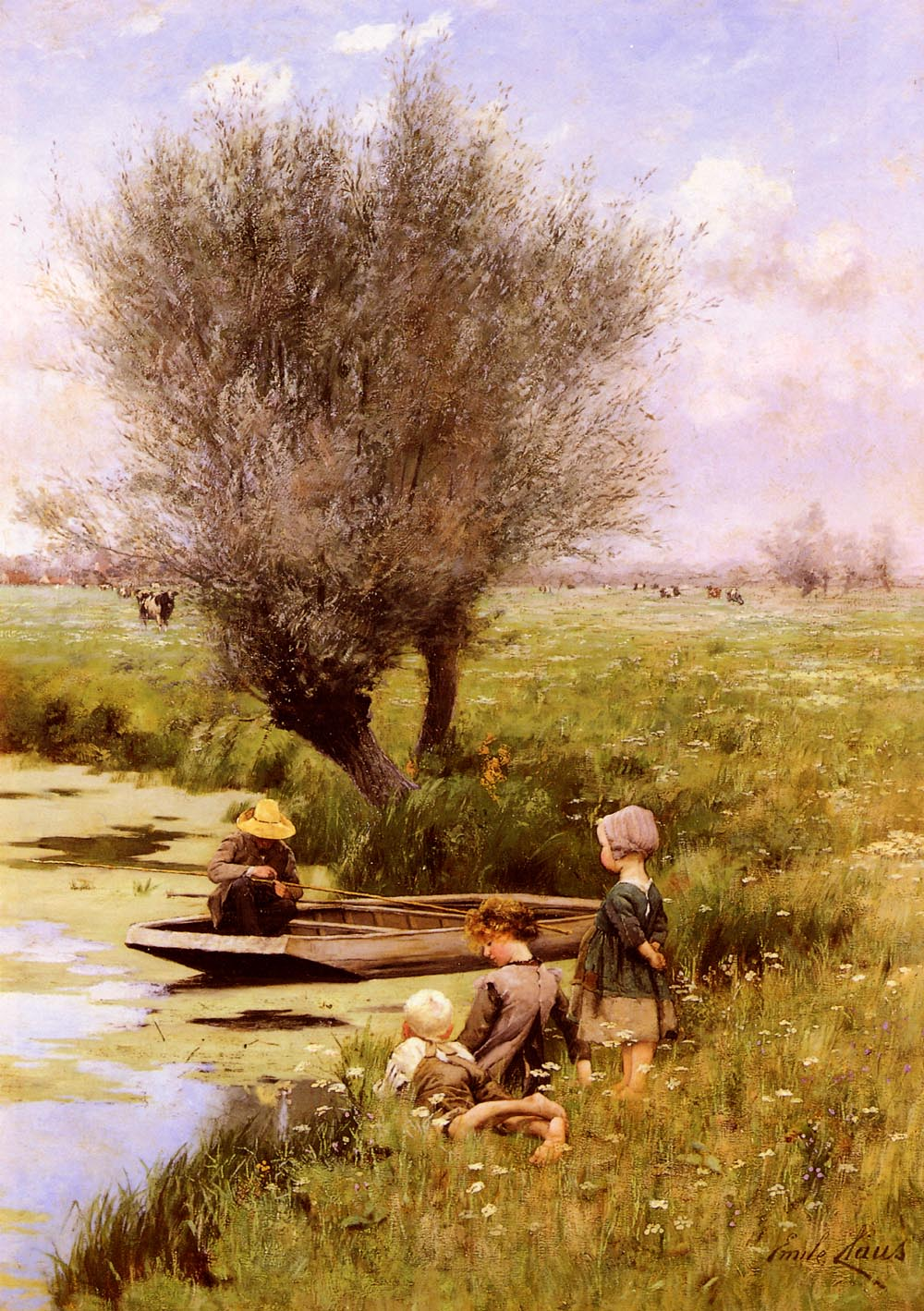
Folyóparti délután,
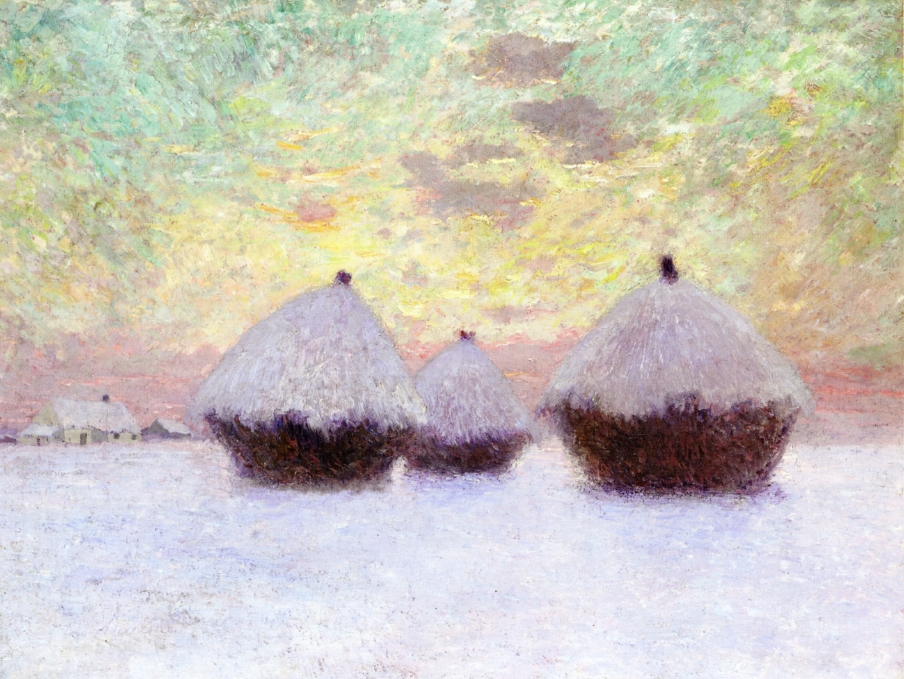
Szénabálák a hóban, 1904
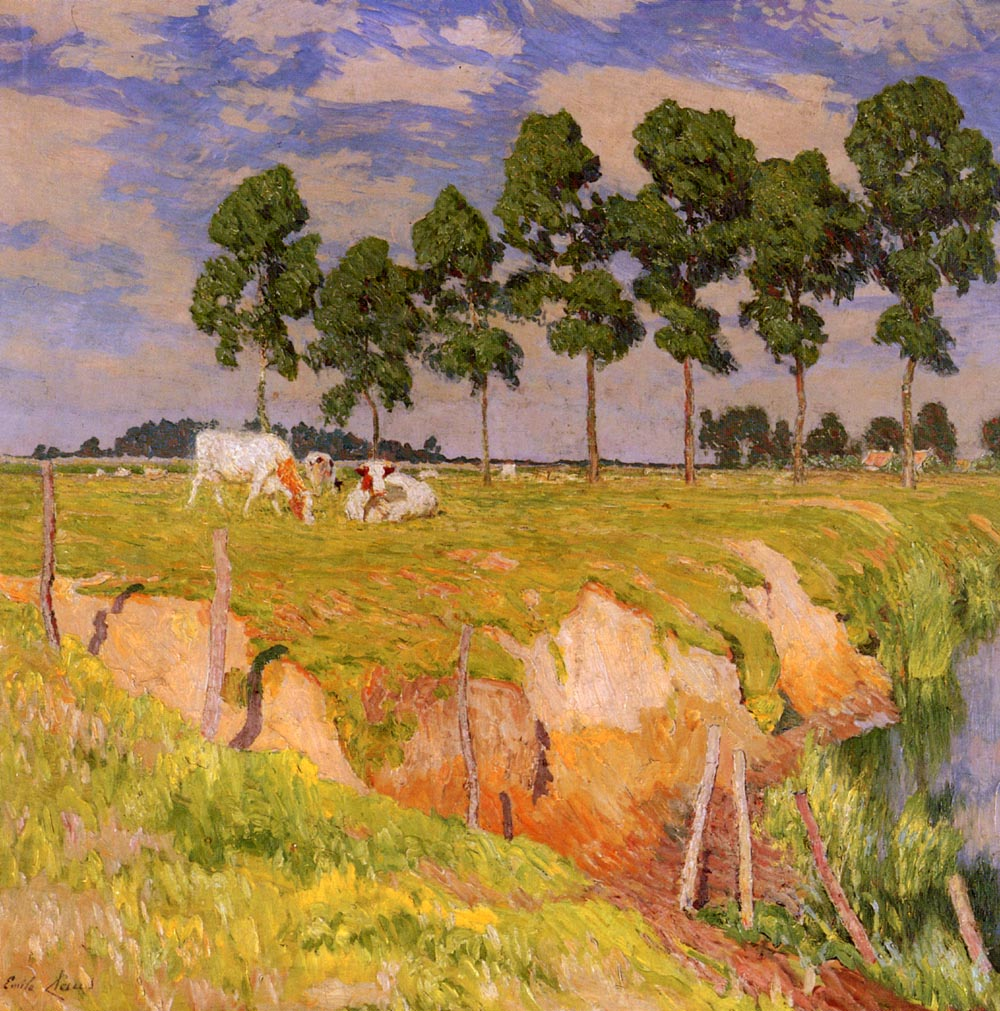
La Berge Rangée (Meredek part), 1924 előtt
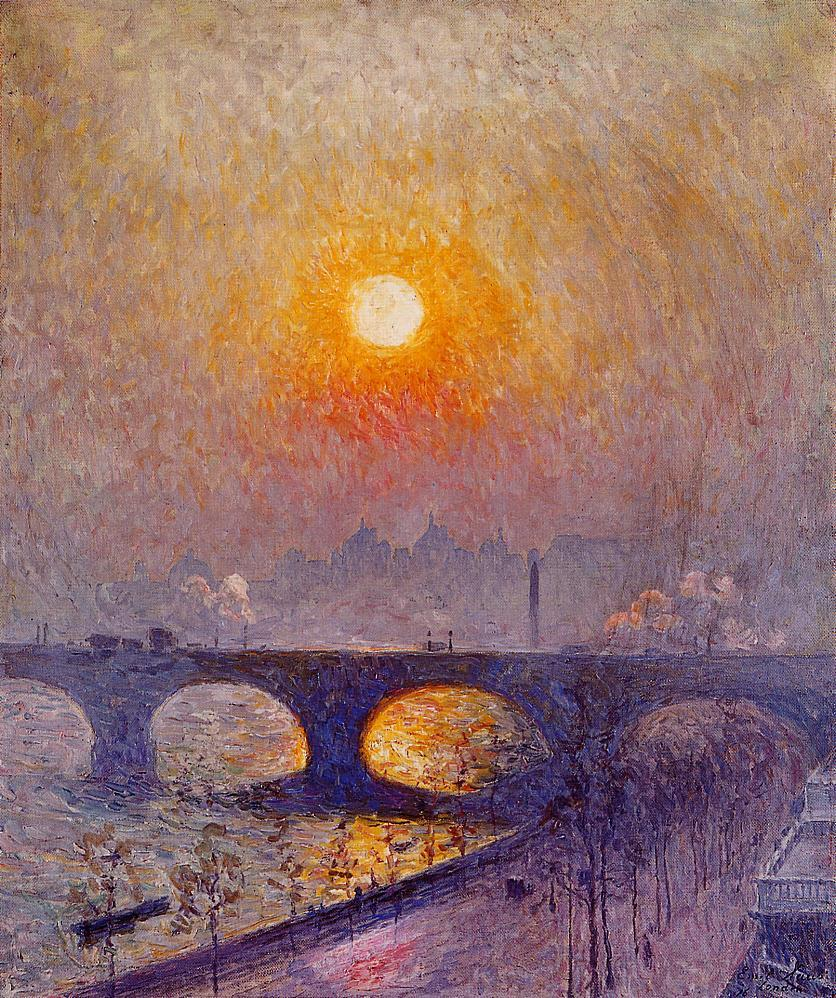
Naplemente a Waterloo Bridge felett, 1916
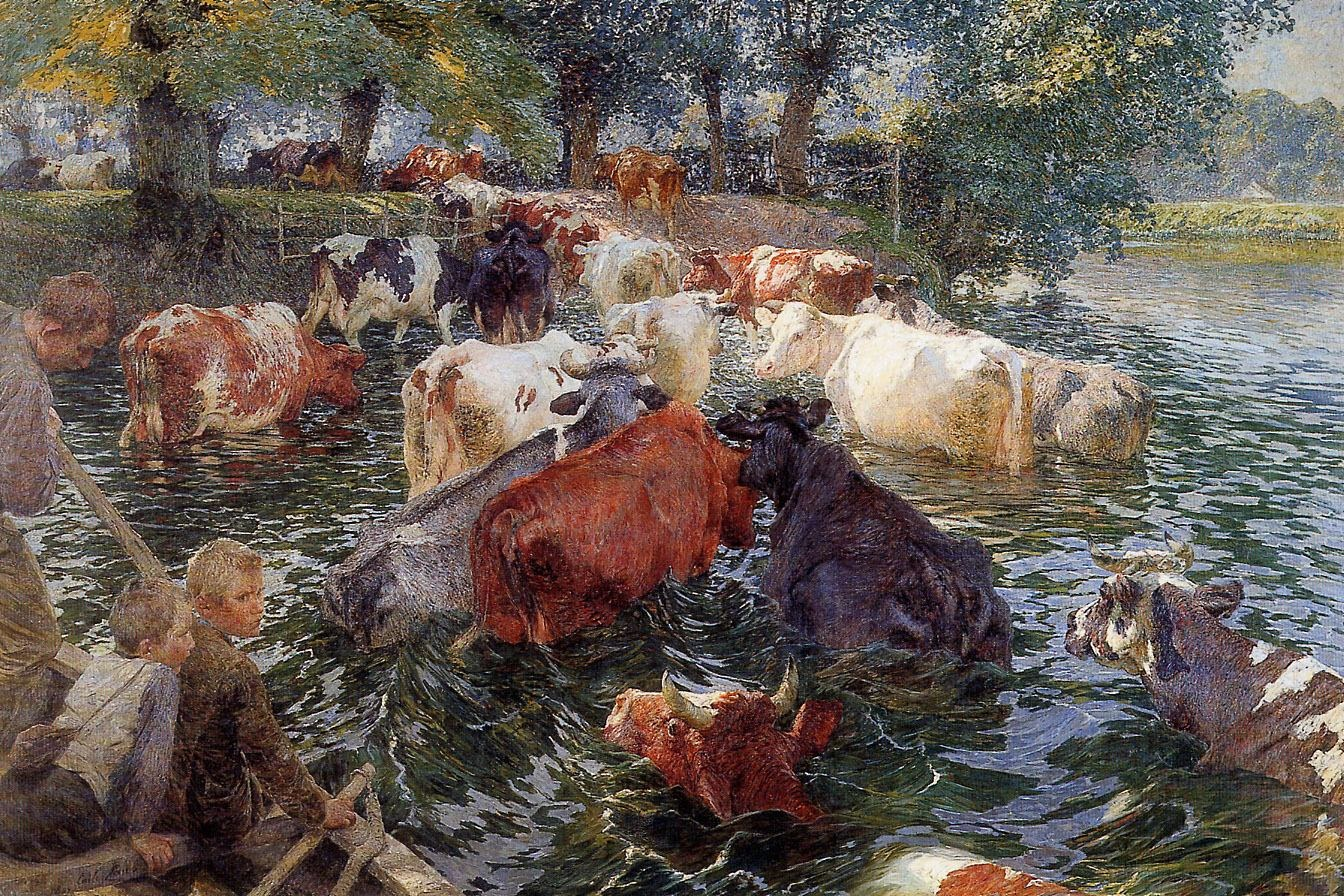
Tehenek átkelnek a Lys folyón, 1899
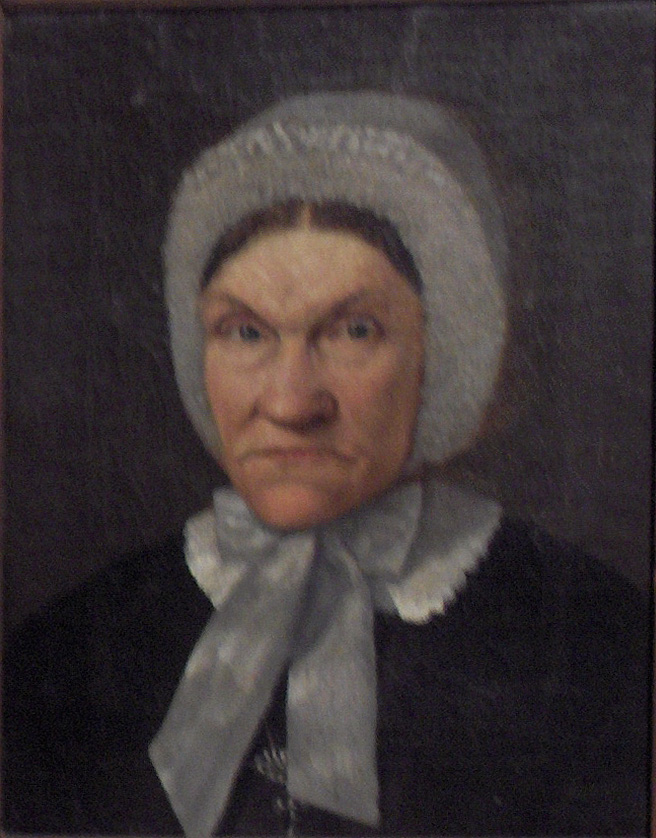
Anyám portréja, 1924 előtt
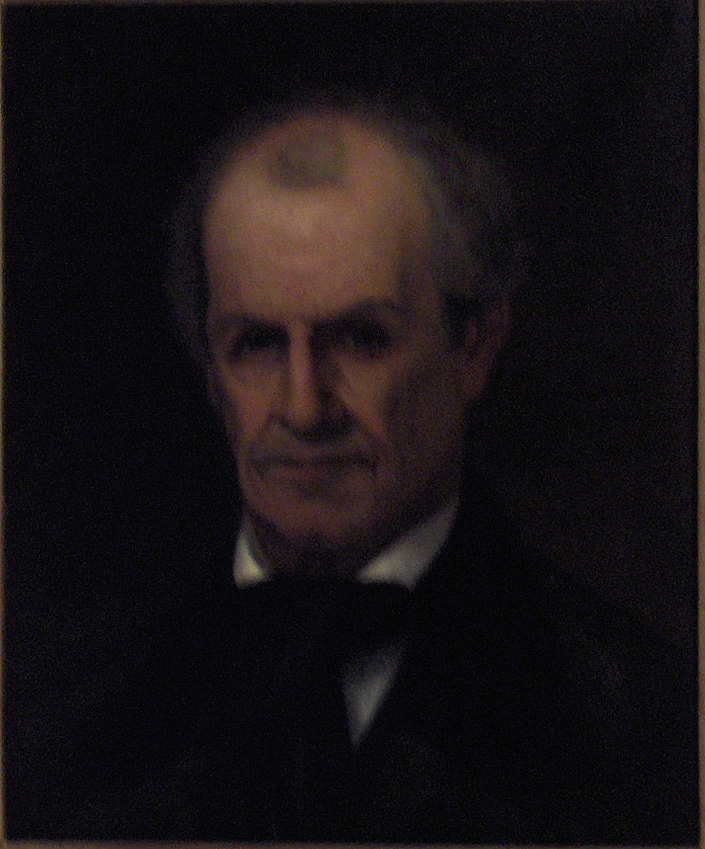
Apám portréja, 1874 körül